# Autostrada A3 (Chorwacja)
Autostrada A3 (chorw. Autocesta A3), nieformalnie Posavska autocesta – autostrada w Chorwacji długości 306,4 km, wybudowana w latach 1979–2006, przecinająca ten kraj równoleżnikowo, biegnąca od granicy ze Słowenią w Breganie do granicy z Serbią w Lipovacu.
Budowa autostrady rozpoczęła się w 1979 r., a w 2006 r. oddano jej ostatni odcinek. Przejazd A3 jest płatny na niemal całym jej odcinku i wynosi 110 kun (ok. 50 zł), jedynie odcinek stanowiący południową obwodnicę Zagrzebia jest wolny od opłat.
Droga ta była wcześniej częścią Autostrady Braterstwo i Jedność, łączącej kraje byłej Jugosławii: Słowenię, Chorwację, Serbię i Macedonię.
Do 2007 r. trasa była klasyfikowana jako droga krajowa D4 (chorw. Državna cesta D4).